# Ken Dryden
Kenneth Wayne "Ken" Dryden (nacido el 8 de agosto de 1947) es un arquero canadiense retirado de la NHL. Nacido en Hamilton, Ontario, el 8 de agosto de 1947, Dryden fue redactado originalmente por los Boston Bruins en 1964. En lugar de jugar en Boston, Dryden decidió estudiar una licenciatura en la Universidad de Cornell, donde también jugó al hockey hasta su graduación en 1969.
En Cornell, Dryden llevó a su equipo al campeonato de la NCAA en 1967 y a tres torneos consecutivos de la ECAC. Ken Dryden hizo su debut en la NHL en 1970 para los canadienses de Montreal, y se convirtió en la columna vertebral de seis equipos ganadores de la Copa Stanley en la década de 1970. Dryden jugó de 1970 a 1979 (excluyendo la temporada 1973-74 cuando se retiró para seguir los requisitos de su título de abogado) y fue elegido para el Salón de la Fama del Hockey en 1983. Después de retirarse del hockey, Dryden se convirtió en autor y hombre de negocios. Su libro de 1983 The Game fue un éxito comercial y crítico al ser nominado para el Premio del Gobernador General, el libro trataba sobre las presiones de ser un arquero en la NHL. Luego se convirtió en presidente del club de hockey Toronto Maple Leafs en 1997.
Dryden fue miembro del Parlamento Canadiense para el Centro de York de 2004 a 2011.